# Anatol Guboglo
Anatol Guboglo (n. 1960) este un general din Republica Moldova, care a deținut funcția de viceministru al apărării (1997-2000).

## Biografie
Anatol Guboglo s-a născut în anul 1960, în satul Prodănești, raionul Florești RSSM. A participat în cadrul armatei sovietice pe frontul din Afganistan, iar pentru faptele sale care au salvat vieți ale altor militari, a fost decorat cu ordinul ”Steaua Roșie” și medalia”Pentru Onoare”.
Între anii 1991-1997, a deținut funcțiile de locțiitor de comandant, șef al statului major și apoi de comandant al Brigăzilor nr. 1 și nr. 3 de Infanterie Motorizată ale Armatei Naționale a Republicii Moldova.
La data de 20 martie 1997 (prin Decretul prezidențial nr. 97), colonelul Anatol Guboglo a fost numit în funcția de viceministru al apărării . Președintele Petru Lucinschi l-a înaintat, la data de 2 februarie 1999, la gradul militar de general de brigadă.. La propunerea ministrului apărării, Boris Gămurari, la 14 aprilie 2000, președintele Petru Lucinschi l-a eliberat pe Anatol Guboglo din funcția de viceministru al apărării.
A fost trecut în rezervă cu gradul de general de brigadă.
După trecerea sa în rezervă s-a mutat la București unde a devenit reprezentant în România al unor importante companii rusești.